# Emergency 4: Global Fighters for Life
『Emergency 4: Global Fighters for Life』 (エマージェンシー4 グローバルファイターズフォアライフ、北米版では 911: First Responders ) は、ドイツのゲームスタジオのSixteen Tons Entertainment が開発したシミュレーションゲームである。

## Gameplay
プレイヤーは上司の指示を受け、消防、警察、救急、技術の四部門の職員、車輌、航空機、船を俯瞰視点でコントロールする。また、今作から追加の要素としてミッションの間にはクリア条件のあるフリープレイが挿入され、条件をクリアすることで次のミッションに進める。
全部で2０のミッションが用意されている。また、独立したフリープレイに、エンドレスとチャレンジの二つのモードが用意されている。
Emergency 4 では、多くの点が前作から改善されている。前作では不可能だった複数台の呼び出しが可能になった。また、地図上に火災や負傷者の位置が表示されるようになり、合わせて負傷者の人数も表示されるように改善された。
deluxe版には、 3つの海外ミッションと音声のサポートが追加されている。